# 474년

## 연호
- 유송(劉宋) 원휘(元徽) 2년
- 북위(北魏) 연흥(延興) 4년

## 기년
- 유송(劉宋) 후폐제(後廢帝) 2년
- 북위(北魏) 효문제(孝文帝) 4년
- 신라(新羅) 자비 마립간(慈悲麻立干) 17년
- 고구려(高句麗) 장수왕(長壽王) 62년
- 백제(百濟) 개로왕(盖鹵王) 20년

## 사망
- 동로마 제국의 황제 레오 1세
- 동로마 제국의 황제 레오 2세